# Estadio Alexander Bottini
El Estadio Alexander Bottini es un estadio de fútbol ubicado en Maturín, Venezuela. Tiene una capacidad de 8000 espectadores. El estadio es llamado así en honor del fallecido futbolista monaguense Alexander "Comanche" Bottini.
En 2013 se hicieron trabajos de recuperación de las instalaciones y el césped natural fue sustituido por césped artificial.
El equipo de fútbol profesional Monagas Sport Club jugó sus partidos allí hasta la temporada 2006-2007. Posteriormente el Monagas Sport Club se mudó al Estadio Monumental de Maturín y comenzó a usar el Estadio Alexander Bottini para sus entrenamientos. En 2015 el Monagas Sport Club disputó allí todos sus partidos de la Segunda División de Venezuela.
En 2014 el estadio sirvió de sede para la pretemporada del Caracas FC, previo al Torneo Apertura 2014 y a la Copa Sudamericana 2014.
El estadio es usado también por Elite Rugby Club Monagas, equipo participante del Campeonato Venezolano de Clubes de Rugby. También es empleado por las asociaciones de fútbol de campo, tiro con arco, y levantamiento de pesas.